# Mattia Bottani
Mattia Bottani (* 24. Mai 1991 in Sorengo) ist ein Schweizer Fussballspieler. Der Offensivspieler steht seit 2017 zum wiederholten Male beim FC Lugano unter Vertrag.

## Karriere

### Vereine
Bottani begann seine Laufbahn beim FC Chiasso, bevor er im Sommer 2009 zum Zweitligisten FC Lugano wechselte. Ende Juli 2009 gab er beim 5:0 gegen den FC Lausanne-Sport sein Debüt in der zweitklassigen Challenge League, als er in der zweiten Halbzeit eingewechselt wurde. In seiner Premierensaison in Lugano absolvierte er insgesamt zwei Ligapartien. Lugano beendete die Spielzeit auf dem 2. Rang und verlor die anschliessende Barrage gegen den Kantonsrivalen AC Bellinzona. In der folgenden Saison kam er für die U-21 der Tessiner Nachwuchsauswahl Team Ticino in der viertklassigen 1. Liga zum Einsatz. Im Sommer 2011 schloss er sich dem italienischen Erstligisten CFC Genua an, der Bottani jedoch kurze Zeit später auf Leihbasis an den FC Lugano abgab. Bis Leihende bestritt er 16 Spiele in der Challenge League, in denen er zwei Tore erzielte. Im Sommer 2012 wechselte er wieder fest zum FC Lugano. 2012/13 spielte er 21-mal in der zweithöchsten Schweizer Spielklasse, wobei er viermal traf. In der Folgesaison kam er zu 23 Partien, in denen er erneut vier Tore schoss. 2014/15 wurde er ein weiteres Mal regelmässig eingesetzt und absolvierte 26 Spiele in der Challenge League und traf dabei einmal. Die Tessiner stiegen schlussendlich als Tabellenerster in die Super League auf. In der Super League fungierte Bottani ebenfalls als Stammspieler und bestritt in seiner ersten Spielzeit in der ersten Schweizer Liga 29 Partien, in denen der Offensivspieler acht Treffer erzielte. Nach einem weiteren Super-League-Spiel wechselte er im Sommer 2016 in die Challenge League zum FC Wil. Mit einer Ablösesumme von rund 700'000 Schweizer Franken war er nach Marvin Spielmann der zweitteuerste Transfer der Klubgeschichte. Bis Saisonende kam er zu 25 Spielen in der zweiten Schweizer Liga, wobei er dreimal traf. Nach dem Ausstieg der türkischen Investoren kehrte er im Sommer 2017 ins Tessin zum FC Lugano zurück. In der Spielzeit 2017/18 wurde er verletzungsbedingt lediglich 18-mal in der Super League eingesetzt und schoss dabei ein Tor. Zudem spielte er mit Lugano in der Gruppenphase der UEFA Europa League. In der Folgesaison bestritt er 30 Ligapartien, in denen er vier Tore erzielte. 2019/20 absolvierte er 18 Ligaspiele, wobei er zweimal traf, und nahm mit Lugano erneut an der Gruppenphase des zweitwichtigsten europäischen Klubwettbewerbs teil. Er fiel allerdings wegen Verletzungen über längere Zeit aus. In der folgenden Spielzeit verpasste er nur sechs Saisonspiele und kam so auf 30 Partien, in denen er sechs Tore schoss.
Bottani ist in der Vereinsgeschichte des FC Lugano derzeit der Spieler mit den zweitmeisten Pflichtspielen für den Verein.

### Nationalmannschaften
Bottani bestritt mit der U18-Auswahl der Schweiz im März 2009 zwei Freundschaftsspiele gegen Belgien.
Anlässlich der Spiele gegen Tschechien, Portugal und Spanien in der UEFA Nations League 2022/23 berief ihn Nationaltrainer Murat Yakin Ende Mai 2022 erstmals ins A-Kader der Schweizer Nationalmannschaft. Im Spiel gegen Portugal am 5. Juni 2022 gab Bottani daraufhin sein Debüt für die A-Nationalmannschaft, als er in der 69. Minute für Renato Steffen eingewechselt wurde. Dies blieb in der Folge sein bislang einziges Länderspiel mit der A-Nationalmannschaft.

## Familie
Sein Bruder Alessio ist ebenfalls Fussballspieler.

## Erfolge
FC Lugano
- Schweizer Cupsieger: 2021/22